# Вільшанська волость (Харківський повіт)
Вільшанська волость — адміністративно-територіальна одиниця Харківського повіту Харківської губернії.
На 1862 рік до складу волості відносився єдиний населений пункт:
- слобода Вільшана.

Найбільші поселення волості станом на 1914 рік:
- слобода Вільшана — 17 169 мешканців.

Старшиною волості був Гончаренко Олексій Дмитрович, волосним писарем — Маньківський Олексій Климович, головою волосного суду — Хоменко Іван Лентійович.